# Ley Fundamental de la República de Colombia
La Ley Fundamental de la República de Colombia fue una constitución expedida el 17 de diciembre de 1819 que unía a los territorios del antiguo Virreinato de Nueva Granada y la Capitanía General de Venezuela, dando inicio a la república de la Gran Colombia. Fue firmada por Simón Bolívar y Diego Bautista Urbaneja, en calidad de presidente y ministro del interior de la recién nacida nación y aprobada por el Congreso de Angostura en la ciudad del mismo nombre. Publicada el 6 de agosto en Bogotá por el vicepresidente Francisco de Paula Santander y el secretario general Estanislao Vergara.

## Contexto histórico
Después de haber liderado y ganado la batalla de Boyacá el 7 de agosto de 1819, Simón Bolívar conquistó la ciudad de Santafé de Bogotá y consolidó la independencia de Nueva Granada.
Después de eso, Bolívar fue a Venezuela a presentar el proyecto al Congreso el 14 de diciembre de ese año, el cual fue aprobado y ratificado tres días después, el 17 de diciembre.

## Justificación
Los argumentos expuestos para el inicio del proyecto unionista fueron la capacidad que tenían ambos territorios de aumentar su poder y prosperidad, hacer respetar su nueva soberanía y la concordancia de la dirigencia independentista en que ese debía ser el futuro común, que la guerra no permitió ver en el pasado.
Fue un proyecto vanguardista en el contexto de la independencia latinoamericana y también la primera constitución de la historia en proclamar un nuevo gentilicio, lo que pretendía marcar un destino común y calmar el pasado de confrontación y tensiones.

## Organización administrativa de la Gran Colombia
Se organizó administrativamente a la nación en tres departamentos: Venezuela, Quito y Cundinamarca, y se cambió el nombre de Santafé de Bogotá a «Bogotá», a secas. En la práctica, la república no se consolidó hasta dos años después, con el Congreso Constituyente de 1821.